# 宮城県道・岩手県道34号気仙沼陸前高田線

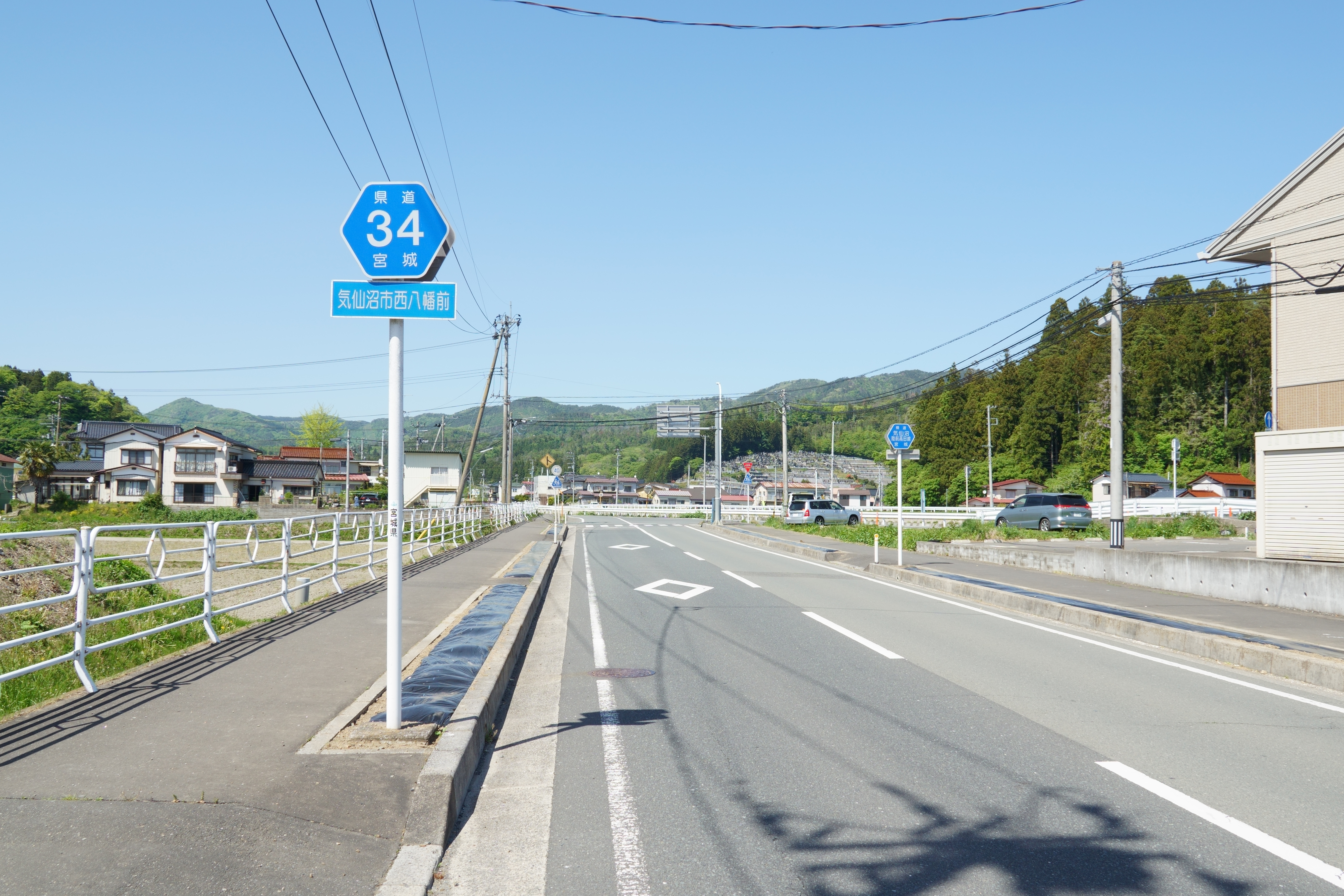
気仙沼市西八幡町（2024年5月）

宮城県道・岩手県道34号気仙沼陸前高田線（みやぎけんどう・いわてけんどう34ごう けせんぬまりくぜんたかたせん）は、宮城県気仙沼市から岩手県陸前高田市に至る県道（主要地方道）である。

## 概要
宮城県気仙沼市から岩手県陸前高田市まで旧大船渡線（2011年の東日本大震災により運休後、路線廃止）に平行して通る。

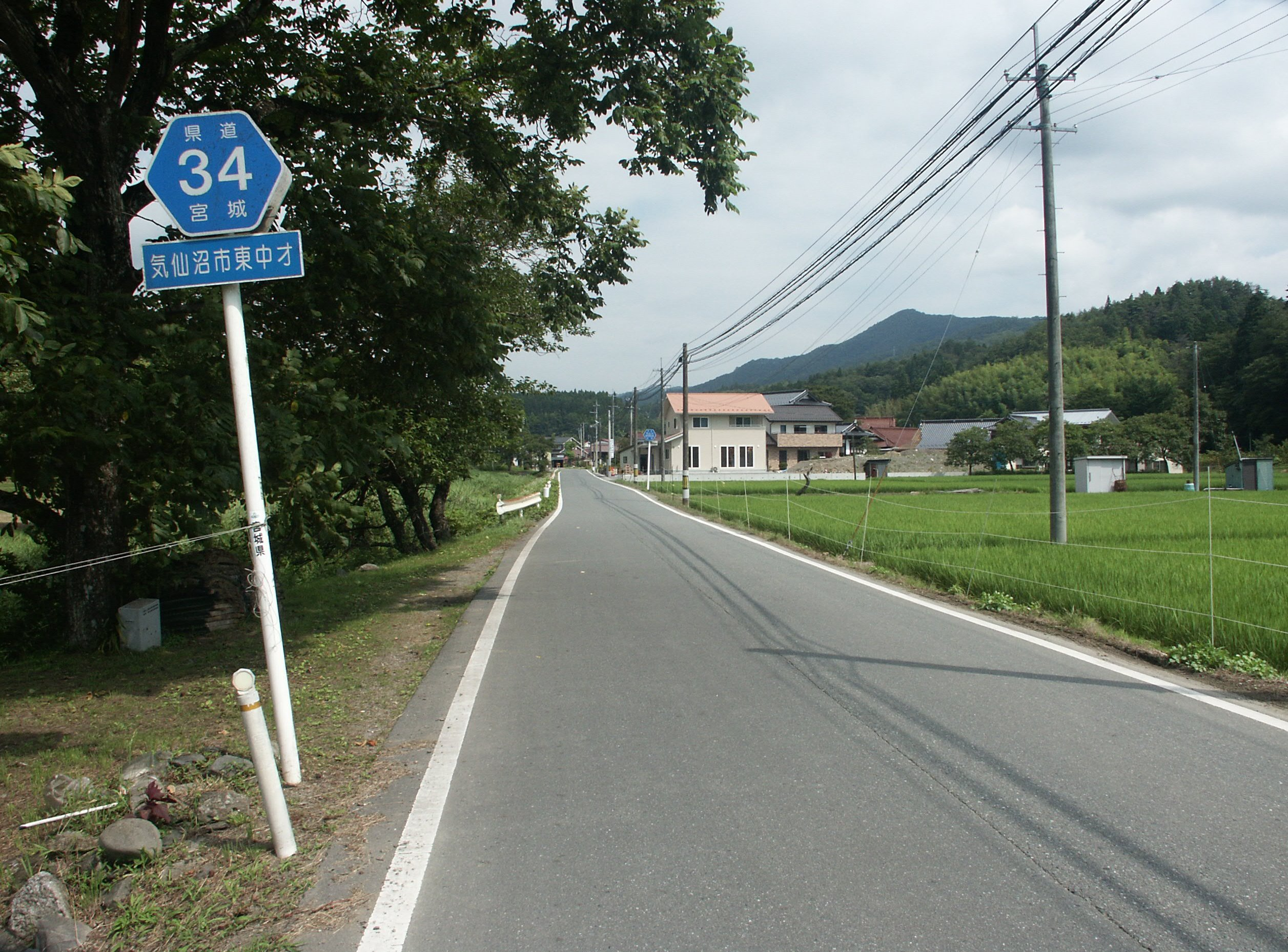
狭隘区間（気仙沼市東中才・2016年7月）

### 路線データ
- 実延長：14,172.1 m
  - 宮城県側：10,782.6 m[2]
  - 岩手県側：3,389.5 m[3]
- 起点：宮城県気仙沼市[3]（新浜1丁目交差点・県道26号交点）
- 終点：岩手県陸前高田市[3]（国道343号交点）

## 歴史
- 1920年（大正9年）4月1日 - 旧道路法により、宮城県側が気仙沼高田線、岩手県側が高田氣仙沼線として県道に認定される[4]。
- 1958年（昭和33年）3月31日 - 現行道路法により、宮城県側の区間が一般県道190号「気仙沼矢作線」として県道に認定される[5]。
- 1959年（昭和34年）3月31日 - 気仙沼矢作線として、岩手県側の区間が県道に認定される[6]。
- 1982年（昭和57年）4月1日 - 県道気仙沼矢作線が、気仙沼陸前高田線として建設省（現・国土交通省）から主要地方道の指定を受ける[7]。
- 1983年（昭和58年）1月11日 - 宮城県が一般県道190号「気仙沼矢作線」から主要地方道60号「気仙沼陸前高田線」への路線変更を告示[8]。
- 1993年（平成5年）
  - 5月11日 - 建設省により改めて主要地方道の指定を受ける[9]。
  - 10月19日 - 宮城県側で県道番号が決定[10]され、従前の主要地方道60号[11]から、県道34号に変更される。（12月1日より施行）

## 地理

### 通過する自治体
- 宮城県
  - 気仙沼市
- 岩手県
  - 陸前高田市

### 交差する道路
- 宮城県道26号気仙沼唐桑線（新浜1丁目交差点・気仙沼市新浜町一丁目）
- 国道45号（気仙沼市西八幡町）
- 宮城県道211号上鹿折停車場線（気仙沼市上東側根）
- 国道343号（陸前高田市矢作町字梅木）

### 沿線の施設
- 鹿折唐桑駅（大船渡線BRT）
- 気仙沼市立鹿折小学校
- 気仙沼鹿折郵便局
- 上鹿折駅（大船渡線BRT（代替バス鹿折金山線））バス停
- 気仙沼市鹿折金山資料館

### 交通量[12]
令和３年度・12時間交通量
- 気仙沼市東中才 - 2,540台
- 陸前高田市矢作町飯森 - 159台